# 3126 Давидов
3126 Давидов (3126 Davydov) — астероїд головного поясу, відкритий 8 жовтня 1969 року.
Тіссеранів параметр щодо Юпітера — 3,220.